# Paul Oakenfold

Logo von Paul Oakenfold

Paul Oakenfold (* 30. August 1963 in London) ist ein englischer Produzent und Trance-DJ.

## Werdegang
In den 1980er Jahren war Oakenfold Talent Scout für Champion Records und später auch für Profile Records in London, wo er u. a. Entdecker von Bands wie Boys Don’t Cry war und Verträge mit DJ Jazzy Jeff & the Fresh Prince oder Salt ’n’ Pepa aushandelte. Später wurde er auch Promoter und Agent für die Beastie Boys und Run-D.M.C.
1987 verbrachten Oakenfold und seine Freunde Trevor Fung und Ian St. Paul mehrere Monate auf der spanischen Insel Ibiza, wo sie sich für die Dance-Club-Musik begeisterten. Unter den Einflüssen der Sounds von Ibiza, Italienischer Disco-, Soul- und House-Musik, produzierte Oakenfold die Happy Mondays, Pills ’n’ Thrills ’n’ Bellyaches, gefolgt von Produktionen für U2, Madonna, Massive Attack, Arrested Development, The Cure, Snoop Doggy Dogg, Ice Cube, Simply Red, New Order und The Shamen, von denen viele bei seinem Label Perfecto Records erschienen.
Doch Oakenfold produzierte nicht nur, sondern mixte auch. Bereits als Teenager trat er als DJ auf, und in den 1990ern feierte er seinen Höhepunkt als DJ im Cream von 1997 bis 1999. Während dieser Zeit begann er sich mit Tranceport auf das US-amerikanische Publikum zu konzentrieren. Seine Bekanntheit wuchs durch seine Arbeit an der Filmmusik zu Password Swordfish, Matrix Reloaded, Matrix Revolutions, Die Bourne Identität, Collateral und Stormbreaker.
2002 brachte Oakenfold sein erstes Soloalbum Bunkka heraus, bei dem er mit Künstlern wie Nelly Furtado (The Harder They Come), Emilíana Torrini (Hold Your Hand) und Shifty Shellshock, dem Frontmann von Crazy Town (Starry Eyed Surprise), zusammenarbeitete. Der Tiësto-Remix seines Songs „Southern Sun“ (Vocals: Carla Werner) wurde 2002 in Armin van Buurens Radiosendung A State Of Trance zum Tune of the Year gewählt.
Im Jahr 2003 remixte er den Elvis-Presley-Song „Rubberneckin'“. 2006 arbeitete er mit Brittany Murphy für den Titel Faster Kill Pussycat zusammen. 2009 produzierte er den Song Celebration für Madonna.

## Ehrungen
In dem Lied Weak Become Heroes von The Streets fordert Mike Skinner im Jahr 2002 Respekt ein für „Johnnie Walker, Paul Oakenfold, Nicky Holloway, Danny Rampling and all the people who gave us these times.“

## Diskografie

### Alben und Kompilationen
| - 1994: Journeys By Stadium DJ (Mix Kompilation) - 1995: A Voyage Into Trance (Mix Kompilation) - 1996: Perfecto Fluoro (Mix Kompilation) - 1997: Global Underground 004: Live In Oslo (Mix Kompilation) - 1997: Cream Anthems 97 (Mix Kompilation) - 1998: Global Underground 007: Live In New York (Mix Kompilation) - 1998: Tranceport (Mix Kompilation) - 1998: Essential Selection 98 (Mix Kompilation, UK: Gold) - 1999: Resident: 2 Years Of Oakenfold @ Cream (Mix Kompilation) - 1999: Essential Millennium (Mix Kompilation) - 2000: Perfecto Presents – Another World (Mix Kompilation) - 2000: Travelling (Mix Kompilation) - 2001: Swordfish: The Album (OST) - 2001: Paul Oakenfold In Ibiza (Mix Kompilation) - 2002: Bust A Groove (Mix Kompilation) - 2002: Bunkka - 2002: Perfecto Collection (Mix Kompilation) - 2003: Great Wall (Mix Kompilation) - 2005: Perfecto Presents – The Club (Mix Kompilation) | - 2006: A Lively Mind - 2007: Greatest Hits & Remixes - 2009: Perfecto: Vegas - 2010: Paul Oakenfold feat. Matt Goss – Firefly Remixes (US Veröffentlichung) - 2010: DJ’s United – Remember Love - 2010: The GOA Mix 2011 - 2011: Paul Oakenfold feat. Matt Goss – Firefly + Remixes (weltweit veröffentlicht) - 2011: A State of Trance 500 (Mixed by Armin van Buuren, Paul Oakenfold, Cosmic Gate, Andy More & Markus Schulz) - 2011: Oakenfold DJ Box – April 2011 - 2011: Paul Oakenfold – Tokyo - 2011: Oakenfold DJ Box – May 2011 - 2011: Never Mind the Bollocks… Here’s Paul Oakenfold - 2012: Four Seasons (Mix Compilation) - 2012: We Are Planet Perfecto Vol. 2 (Mix Kompilation) - 2013: Cream 21 (Mix Kompilation) - 2013: We Are Planet Perfecto Vol. 3 (Mix Kompilation) - 2014: Trance Mission - 2014: Barber’s Adagio for Strings |

### Singles
Paul Oakenfold hat eigene Produktionen unter verschiedenen Pseudonymen veröffentlicht:
| - Electra (1988–1989): Jibaro / The Future Destiny / Autumn Love - Movement 98 (1990): Sunrise Joy & Heartbreakers - B Real (1993): I Can’t Take Your Love - State Of Grace (1993–1997): Not Over Yet I Want To Live Skin On Skin Down To Earth If I Could Fly Hand In Hand | - Rise (1994): The Single - Perfecto Allstarz (1995): Reach Up (UK: Silber) - Virus (1995–1997): Sun Moon Hypnotise - Planet Perfecto (1997–2001): Georgie Girl Bullet In The Gun Bites Da Dust | - Perfecto FC (2000): Formula Football - Bunkka (2000): Descents - Element Four (2000): Big Brother - Paul Oakenfold (seit 2002): Southern Sun Starry Eyed Surprise Faster Kill Pussycat I’m Alive (feat. Infected Mushroom) Beautiful World Gold (Remix EP) |

### Videoalben
- Paul Oakenfold (2007):

24/7 Documentary & Live Concert

## Auszeichnungen für Musikverkäufe
| Goldene Schallplatte - Australien - 2001: für das Album Perfecto pres. Another World - Russland - 2006: für das Album A Lively Mind |

Anmerkung: Auszeichnungen in Ländern aus den Charttabellen bzw. Chartboxen sind in ebendiesen zu finden.
| Land/RegionAuszeichnungen für Musikverkäufe (Land/Region, Auszeichnungen, Verkäufe, Quellen) | Silber     | Gold     | Platin | Verkäufe | Quellen      |
| -------------------------------------------------------------------------------------------- | ---------- | -------- | ------ | -------- | ------------ |
| Australien (ARIA)                                                                            | —          | Gold1    | —      | 35.000   | aria.com.au  |
| Russland (NFPF)                                                                              | —          | Gold1    | —      | 10.000   | 2m-online.ru |
| Vereinigtes Königreich (BPI)                                                                 | 2× Silber2 | Gold1    | —      | 360.000  | bpi.co.uk    |
| Insgesamt                                                                                    | 2× Silber2 | 3× Gold3 | —      |          |              |